# 佐倉ケンイチ
佐倉 ケンイチ（さくら ケンイチ）は、日本の漫画家。静岡県出身。

## 略歴
- 2000年、『月刊少年ジャンプ極上』（集英社）9月増刊号に読切『ファーブル探偵記』（原作：宮崎克）掲載。
- 2001年より『月刊少年ジャンプ』（同）にて『ドラゴンドライブ』を連載開始。

## 作品リスト

### 連載
- ドラゴンドライブ（『月刊少年ジャンプ』、全14巻）
- コトクリ（原作：あがりえ侑市、『月刊少年ジャンプ』2006年3月号 - 2006年11月号、全3巻）
- 放課後の王子様（原作：許斐剛、『ジャンプスクエア』2008年12月号 - 連載中、既刊8巻）
- 総理倶楽部（漫画：日丸屋秀和、『ジャンプスクエア』2021年2月号[2] - 2023年11月号[3]、既刊6巻） - コンテ構成[2]

### その他
- 東日本大震災被災地への応援メッセージイラスト（『ジャンプスクエア』公式サイト、2011年4月公開[4]）
- 浅田弘幸『テガミバチ』第14巻特装版小冊子（2012年5月2日発売[5]） - 寄稿[5]
- アニメ『風が強く吹いている』Twitter(現･X)公式アカウント描き下ろし配信 4コマ漫画(2019年1月～2019年3月、全9回)
- ミュージカルテニスの王子様 3rdシーズンクライマックス記念 ルポ漫画（『ジャンプSQ.RISE』2020 WINTER[6]）
- 『青の祓魔師』10周年記念本『AOEX10』（2020年6月4日発売[7]） - 寄稿[7]